# Mesopotamia (Antioquia)
Mesopotamia es un centro poblado del municipio de La Unión. Ubicado en la subregión Oriente del departamento de Antioquia. El centro poblado dista a unos 76 kilómetros de la capital, Medellín.

## Historia
Las tierras de Vallejuelo, donde hoy está el centro poblado Mesopotamia, fueron adjudicadas a don Felipe de Villegas y Córdoba por Real Cédula de la Audiencia de Santafé fechada el 22 de marzo de 1793. 
Fue fundada como fracción, el 28 de marzo de 1865 por Santamaría y Pantaleón Pavas, perteneciendo al municipio de La Ceja, donde se estableció una fonda caminera para los arrieros, en el viejo camino de herradura que de Sonsón conducía a Medellín. Tendría el nombre de "Paraje de Vallejuelo".
En 1868, los vecinos del Paraje de Vallejuelo solicitan licencia para construir una capilla dependiente a la parroquia de La Ceja, la cual les fue concedida. El 25 de junio de 1869 es bendecida por el sacerdote Joaquín Restrepo Uribe.
El 13 de enero de 1871, se elevó a la categoría de viceparroquia, en virtud del decreto del arzobispo de Medellín de la época, exmo. Valerio Antonio Jiménez, siendo su primer sacerdote fue el P. Onofre Gómez. Segregándola así de El Carmen de Viboral, La Ceja, Abejorral y Sonsón.
El 18 de octubre de 1871, es creado por ley 199 de esa fecha, el distrito de Mesopotamia, perteneciente al Departamento del Sur y al Circuito Judicial de Abejorral. Esta ley no tuvo efecto porque no se encontró constancia de la creación de la fracción y no tenía límites.
El 29 de noviembre de 1873, el presidente del Estado Soberano de Antioquia, Recaredo de Villa, decreta la creación de la fracción de Mesopotamia. Entra en vigencia a partir del 1° de enero de 1874.
El 6 de octubre de 1881, es creado el cargo de inspector de policía con funciones de corregidor y se nombra como primer titular a Manuel Ruíz y a José María Mejía M. como suplente.
En el 21 de noviembre de 1878, se reconoció a Mesopotamia como centro poblado del municipio de La Ceja.
Para 1884, Manuel Uribe Ángel la describe así: "Sobre el lomo de una colina, entre las aguas de los ríos Buey y San Miguel, se halla el caserío cabecera de la fracción Mesopotamia".
En abril de 1909 se elevó a parroquia por el Monseñor Manuel José Caycedo, arzobispo de Medellín, quien nombró como titular al sacerdote Lino Zuluaga.
En 1911, cuando se creó el Municipio de La Unión, se le anexó.
El centro poblado se vio seriamente afectado en su infraestructura por los sismos de 1960 y 1962, varios edificios como la Parroquia de la Inmaculada Concepción y algunos locales comerciales tuvieron que ser reconstruidos. Sobresalió la ayuda del entonces Personero Municipal, Señor Tomás Ramírez. La reconstrucción del templo fue planeada y dirigida por el ingeniero Alberto Bojanini y tuvo la asesoría técnica del Señor Carlos Álvarez. El reloj del frontis se le debe al señor Rubén Valencia.

## Generalidades
- Fundación: 28 de marzo de 1865
- Reconocimiento como centro poblado: 21 de noviembre de 1878
- Fundadores: Santamaría y Pantaleón Pavas
- División: su centro poblado y 4 veredas en su área de influencia.  [2]

Mesopotamia cuenta con:
- Estación de Policía: Cuenta el centro poblado con presencia permanente de unidades de la Policía Nacional. Asimismo, se encargan de las acciones encaminadas a garantizar la seguridad en zonas aledañas y en el corredor vial Sonsón - La Unión-Abejorral
- Inspección de Policía: Este centro poblado cuenta con su Inspección de policía, la cual dependiente de la Administración Municipal de La Unión, promueve las relaciones pacíficas y de armonía en la comunidad; concilia y resuelve los asuntos que surgen en el ejercicio de la convivencia ciudadana y policiva.
- Parroquia de la Inmaculada Concepción: Perteneciente actualmente a la Diócesis de Sonsón - Rionegro, cuenta con un párroco y un vicario.
- Institución Educativa "Marco Emilio López Gallego": Tiene una sede de básica primaria, asentada en la entrada al centro poblado y otra de secundaria, cuya sede se encuentra en el marco del Parque Principal.
- Centro de Salud: Subsidiaria de la E.S.E. San Roque de La Unión.
- Casa de la Cultura: A cargo de la Administración Municipal, allí se desarrollan los procesos artísticos y culturales que tiene el centro poblado.

### División administrativa
Además del centro poblado Mesopotamia. Tiene bajo su área de influencia 4 veredas El Cardal, Minitas, El Buey, San Miguel Abajo. 
- Vereda El Cardal: a 27 km[3] de la cabecera municipal, la vía se encuentra pavimentada, sus terrenos son ondulados, la economía predominante es la papa y cultivos de mora. Cuenta con escuela y sitios turísticos como los baños naturales del Río Cardal.
- Vereda Minitas: a 22 km de la cabecera municipal, la vía se encuentra en material afirmado o 21 km pavimentado, sus terrenos son de alta pendiente, la economía predominante es la papa.
- Vereda San Miguel: a 12 km de la cabecera municipal, la vía se encuentra en material afirmado, sus terrenos son ondulados y de alta pendiente, la economía predominante la papa y la uchuva. Cuenta con escuela, caseta comunal y capilla en construcción.[4]

### Geografía y rubros productivos
Su altura es de 2.200 m s. n. m., con una temperatura promedio de 14 °C. Su actividad económica se basa en la agricultura, en productos como flores, papa, fresa, uchuva, mora, papa criolla, arveja y fríjol.

## Vías de comunicación
Se encuentra a unos 19 kilómetros aproximadamente del municipio de La Unión, y aproximadamente 2 horas desde Medellín; la vía se encuentra pavimentada en su totalidad, hace parte del tramo 01 de la Ruta Nacional 56. Varias cascadas al borde de la carretera son la antesala para llegar a este centro poblado. 
Se comunica por carretera pavimentada con los municipios de 
La Unión y Sonsón.
Por carretera destapada con los municipios de Abejorral (por 2 vías), el municipio de La Unión por vía alterna, con el corregimiento San José (La Ceja) y el centro poblado La Honda.

## Sitios de interés
- Paisajes de fincas lecheras y hermosas montañas.

- Bosques de gran riqueza en fauna y flora.

- Ríos de gran caudal y hermosas aguas.

- Sendero ecológico La Inmaculada Concepción del Bosque donde se ve gran diversidad flora propia de la región. Se encuentra a más de un kilómetro desde la plaza del centro poblado por la vía que conduce al municipio de Abejoral, este cuenta con una cancha de arena, un hermoso monumento de la virgen La Inmaculada Concepción del Bosque, un sendero ecológico en el cual se aprecia la gran hermosura de su vegetación y el maravilloso sonido de sus animales y un camino que lleva al río, sitio de interés para propios y visitantes.